# Alexandre Gonçalves do Amaral
Alexandre Gonçalves do Amaral (Oliveira, 12 de junho de 1906 – Uberaba, 5 de fevereiro de 2002) foi um bispo católico brasileiro, tendo sido o quarto bispo e o primeiro arcebispo da Arquidiocese de Uberaba.

## Presbiterato
Foi ordenado sacerdote no dia 22 de setembro de 1929 em Belo Horizonte-MG. 

## Atividades antes do Episcopado
Foi professor de Filosofia e Teologia no Seminário do Coração Eucarístico.

## Episcopado
Foi eleito bispo a 5 de agosto de 1939, sendo a sua sagração episcopal no dia 29 de outubro de 1939.
Tomou posse como bispo da Diocese de Uberaba em 8 de dezembro de 1939. Em 1962 foi nomeado primeiro Arcebispo de Uberaba. Renunciou no dia 1 de maio de 1978, juntamente com seu Administrador Apostólico, Dom José Pedro Costa. 
Dom Alexandre viveu 96 anos, sendo 73 anos de padre, 39 anos de governo episcopal e 23 anos como arcebispo emérito, incluindo os 6 anos de doença. Sua vida bateu três recordes: com dispensa canônica pela pouca idade, foi ordenado padre com apenas 23 anos, nomeado bispo com apenas 33 anos e morreu como o mais velho até hoje por antiguidade de ordenação episcopal, pois viveu 63 anos como bispo.
Era bastante conhecido, também por sua oratória, por muitos anos, célebres foram os sermões na Catedral de Uberaba-MG, sempre intermeadas com frases em latim, italiano, francês e termos teológicos citados em grego. Citava Santo Tomás de Aquino em Latim.

## Em defesa da Fé
Durante seu episcopado, publicou mais de 4.000 artigos no Correio Católico, órgão que tornou diário ao assumir o bispado.
| “ | É importante salientar que as publicações de artigos deste bispo no Jornal Correio Católico, principalmente nos anos 40, eram comumente marcada pela intolerância que atingia em seus discursos principalmente a maçonaria, o espiritismo que já havia se enraizando fortemente na região, Rotary Club e comunismo. | ” |

Foi intitulado por Orlando Ferreira como o "Inquisidor Moderno" o qual chegou a fotografar o Bispo e o cônego Isaías, bêbados e com a batina suspensa durante a festa de Nossa Senhora da Abadia.
Orlando ao fundamentar suas teorias de igreja imoral em um livro de sátiras denominado Pantano Sagrado e fazendo elogios ao espiritismo e ao protestantismo, assim que o bispo toma conhecimento da publicação deste livro, abriu um processo contra o jornalista, e o resultado final instituiu que o réu fosse obrigado, a se retratar socialmente, denotando formalmente nos jornais da cidade pedidos desculpas e comprometendo-se a não mais escreveria nenhuma obra de cunho anticlerical. Os livros foram retirados da gráfica "A Flama" e queimados. Dom Alexandre, em um artigo publicado em seu jornal, convocou vários membros da sociedade a comparecerem a retratação pública dos inimigos da fé, em uma ocasião que lotou o cine teatro metrópole.

## Reconhecimento
Em 2 de abril de 2003, foi homenageado no Senado Federal, em discurso dos senadores Aelton Freitas, Hélio Costa e Rodolpho Tourinho.

## Sucessão
Na Arquidiocese de Uberaba, Dom Alexandre foi o 4º Bispo e o 1º Arcebispo (1939-1978), sucedeu a Dom Luiz Maria Santana e foi sucedido por Dom Benedito Ulhoa Vieira.